# Acide lipoïque
L'acide lipoïque, ou acide alpha-lipoïque (ALA), appelé aussi acide thioctique, à ne pas confondre avec l'acide α-linolénique, est un composé organosulfuré dérivant de l'acide octanoïque, un acide carboxylique, et possédant un cycle 1,2-dithiolane. L'atome de carbone en C6 est stéréogène. Il existe par conséquent deux énantiomères de cette molécule : l'acide (R)-(+)-lipoïque et l'acide (S)-(-)-lipoïque, dont le mélange forme le racémique acide (R/S)-lipoïque. L'énantiomère (R) est celui qui est naturellement synthétisé par les animaux. Sa base conjuguée, l'anion lipoate, est un cofacteur intervenant sous forme d'un groupe prosthétique lié par covalence à certaines enzymes clés du métabolisme aérobie. Sa forme oxydée se lie à un groupe acyle par une liaison acylthioester. Elle constitue un système rédox avec l'acide dihydrolipoïque, la forme réduite de l'acide lipoïque. Ce dernier est également distribué dans le commerce comme complément alimentaire antioxydant, ou comme médicament vendu en pharmacie, selon les pays.

## Biochimie
L'acide (R)-(+)-lipoïque est le seul énantiomère naturel de cette coenzyme. L'anion lipoate, sa base conjuguée, est la forme principale de cette molécule aux conditions physiologiques. L'acide lipoïque produit dans les tissus n'est pas libre dans les cellules car son précurseur, l'acide octanoïque, est lié aux complexes enzymatiques avant l'insertion enzymatique des atomes de soufre. Plus précisément, l'acide lipoïque est lié par une liaison amide à l'amine terminale de la chaîne latérale d'un résidu de lysine au niveau du domaine lipoyle de l'enzyme dont il est un cofacteur. L'une des fonctions les plus étudiées de l'acide lipoïque est son rôle de cofacteur du complexe pyruvate déshydrogénase, qui relie la glycolyse au cycle de Krebs, bien que ce ne soit pas le seul complexe enzymatique dont il est un cofacteur.

### Biosynthèse
Précurseur de l'acide lipoïque, l'acide octanoïque est produit au cours de la biosynthèse des acides gras sous forme d'octanoyl-ACP. Chez les eucaryotes, ce dernier résulte d'une seconde voie de biosynthèse des acides gras, qui se déroule dans les mitochondries,. La biosynthèse des acides gras fournit l'unité octanoate. Celle-ci est transférée par une lipoyl(octanoyl) transférase depuis l'ACP vers l'amine terminale de la chaîne latérale d'un résidu de lysine du domaine lipoyle sous forme de thioester. Une lipoyle synthase catalyse le remplacement de deux atomes d'hydrogène de l'octanoate par des atomes de soufre à partir de SAM à l'aide d'un mécanisme radicalaire. Pour cette raison, l'acide lipoïque est synthétisé en étant déjà lié aux protéines, et non sous forme libre dans les cellules. Il peut être éliminé lorsque les protéines sont dégradées, ainsi que par l'action d'une lipoamidase. Certains êtres vivants peuvent fixer l'acide lipoïque libre sur des enzymes à l'aide d'une lipoate-protéine ligase (EC 6.3.1.20) ; l'activité de cette enzyme requiert l'hydrolyse concomitante d'ATP.

### Activité coenzymatique
L'acide lipoïque est cofacteur d'au moins cinq enzymes. Deux d'entre elles appartiennent au cycle de Krebs, voie métabolique centrale de la respiration cellulaire chez de nombreux êtres vivants convertissant leurs nutriments en énergie métabolique. Ces enzymes lipoylées possèdent un résidu d'acide lipoïque liées à elles par covalence. Le groupe lipoyle transfère d'une part les groupes acyle dans les complexes enzymatiques à α-cétoacide déshydrogénase (ou 2-oxoacide déshydrogénase), et d'autre part les groupes méthylamine dans le système de clivage de la glycine et dans la glycine déshydrogénase.
Les réactions de transfert des complexes à 2-oxoacide déshydrogénase font appel à des mécanismes semblables dans les quatre enzymes suivantes :
- la dihydrolipoamide S-acétyltransférase, enzyme E2 du complexe pyruvate déshydrogénase ;
- la dihydrolipoamide S-succinyltransférase, enzyme E2 du complexe α-cétoglutarate déshydrogénase ;
- la dihydrolipoyl transacylase, enzyme E2 du complexe 3-méthyl-2-oxobutanoate déshydrogénase ;
- la dihydrolipoamide acétyltransférase, enzyme E2 du complexe acétoïne déshydrogénase.

Ces complexes sont chacun composés de trois sous-unités, appelées E1, E2 et E3, qui sont respectivement une décarboxylase, une acétyltransférase de type lipoyl transférase, et une réductase de type dihydrolipoyl déshydrogénase. L'enzyme E2 forme le cœur de ces complexes, autour duquel les autres sous-unités s'organisent. Le domaine lipoyle véhicule les intermédiaires entre les sites actifs des différentes sous-unités enzymatiques de ces complexes,. Le domaine lipoyle lui-même est lié au cœur E2 par un bras moléculaire flexible. Le nombre de domaines lipoyle varie de un à trois selon les organismes considérés ; ce nombre peut être modifié artificiellement, ce qui a montré que l'activité des complexes décroît au-delà de trois domaines lipoyle, et que la croissance des organismes est altérée lorsqu'on en ajoute plus de 9.
L'acide lipoïque intervient également comme cofacteur du complexe acétoïne déshydrogénase, qui, chez certaines bactéries, catalyse la conversion de la 3-hydroxybutanone (acétoïne) CH3–CHOH–CO–CH3 en acétaldéhyde CH3CHO et acétyl-CoA, permettant à la 3-hydroxybutanone d'être utilisée comme source de carbone.
Le système de clivage de la glycine diffère des autres complexes, et sa nomenclature est différente. Les composantes de ce système sont libres, de sorte que l'ensemble ne forme pas un complexe. Dans ce système, la protéine H est un domaine lipoyle libre avec des hélices α supplémentaires, la protéine L est une dihydrolipoyl déshydrogénase, la protéine P est une décarboxylase, et la protéine T est une protéine qui transfère la méthylamine depuis le lipoate vers le tétrahydrofolate (THF) pour donner du méthylène-THF et de l'ammoniac NH3. Le méthylène-THF est ensuite utilisé par la sérine hydroxyméthyltransférase pour synthétiser de la sérine à partir de glycine. Ce système fait partie de la photorespiration des plantes.

### Biosynthèse et dégradation
L'acide lipoïque est présent en petite quantité dans presque tous les types d'aliments, mais avec une abondance légèrement supérieure dans les reins, le cœur, le foie, les épinards, les brocoli et les extraits de levure. La molécule naturelle est toujours liée par covalence à une protéine et n'est donc pas directement disponible à partir de l'alimentation. La quantité totale d'acide lipoïque présente dans les sources alimentaires est par ailleurs très faible : on estime à 10 tonnes la masse de foie nécessaire à la purification de 30 mg d'acide lipoïque en vue de la détermination de sa structure. En conséquence, tout l'acide lipoïque disponible comme complément alimentaire est synthétisé par voie chimique.
Les niveaux d'acide lipoïque et d'acide dihydrolipoïque dans le plasma sanguin humain sont indétectables en l'absence de supplémentation. Après hydrolyse acide, qui libère l'acide lipoïque lié aux protéines, le taux plasmatique d'acide lipoïque a été mesuré entre 12,3 et 43,1 ng/mL, tandis que l'hydrolyse enzymatique libère jusqu'à 38,2 ng/mL par la subtilisine,,. Les lipoamidases sériques clivent rapidement le lipoamide synthétique et la (R)-lipoyl-L-lysine en libérant de l'acide (R)-lipoïque et de la L-lysine ou de l'ammoniac,,.

## Maladies

### Acidurie combinée malonique et méthylmalonique (CMAMMA)
Dans la maladie métabolique de l'acidurie combinée malonique et méthylmalonique (CMAMMA) due à un déficit en ACSF3, la synthèse mitochondriale des acides gras (mtFASII), qui est la réaction qui précède la biosynthèse de l'acide lipoïque, est perturbée,. Il en résulte une diminution du degré de lipoylation des enzymes mitochondriales importantes, telles que le complexe pyruvate déshydrogénase (PDC) et le complexe α-cétoglutarate déshydrogénase (α-KGDH). Une supplémentation en acide lipoïque ne restaure pas la fonction mitochondriale,.  

## Pharmacologie
L'acide lipoïque est commercialisé comme complément alimentaire avant tout pour ses propriétés antioxydantes, ainsi que pour tout un ensemble de bienfaits potentiels. Néanmoins, son mécanisme d'action dans cet usage demeure controversé. Dans les cellules, l'acide lipoïque semble induire avant tout une réponse au stress oxydant plutôt qu'éliminer directement les radicaux libres. Cet effet est spécifique à l'énantiomère (R). Bien que le milieu intracellulaire soit fortement réducteur, l'acide lipoïque y a été observé à la fois sous forme oxydée et sous forme réduite (acide dihydrolipoïque). L'acide lipoïque est capable in vitro d'éliminer les espèces réactives de l'oxygène ainsi que de celles de l'azote, mais il n'y a pas d'éléments clairs étayant que cela se produise également in vivo dans les cellules, ni que l'élimination des radicaux libres soit à la base de l'action physiologique de cette molécule,. L'acide lipoïque est également assez efficace pour neutraliser l'acide hypochloreux HOCl, bactéricide produit par les granulocytes neutrophiles susceptible d'induire une inflammation et d'endommager les tissus ; cette activité provient de la conformation tendue du cycle dithiolane, qui est relâchée lors de la réduction en acide dihydrolipoïque. C'est essentiellement sous cette forme que l'acide lipoïque est présent dans les cellules, l'acide dihydrolipoïque étant généralement considérée comme la forme la plus bioactive de l'acide lipoïque, responsable de l'essentiel de son activité antioxydante. Cette conception a cependant été discutée en raison du fait que les deux groupes sulfhydryle sont très réactifs et tendent à être méthylés rapidement, que la concentration intracellulaire de l'acide dihydrolipoïque libre est faible (d'autant qu'il tend à être rapidement éliminé des cellules), et que la chaîne carbonée est facilement rompue par oxydation pour former des composés plus courts. Il est possible que les effets thérapeutiques et anti-âge de l'acide lipoïque proviennent d'une modulation d'une transduction de signal et de la transcription de certains gènes : ceci aurait pour effet d'améliorer l'état rédox de la cellule en activant des mécanismes antioxydants, et expliquerait mieux l'action de l'acide lipoïque que l'élimination des radicaux libres ou la réduction des espèces oxydantes réactives,.
Toutes les formes disulfure de l'acide lipoïque peuvent être réduites en acide dihydrolipoïque. Il existe des mécanismes de réduction spécifiques à certains tissus, et d'autres qui sont spécifiques à un énantiomère plutôt qu'à un autre. Au moins deux enzymes cytosoliques (la glutathion réductase et la thiorédoxine réductase Trx1) ainsi que deux enzyme mitochondriales (la dihydrolipoyl déshydrogénase et la thiorédoxine réductase Trx2) sont susceptibles de réduire l'acide (R)-lipoïque de manière stéréospécifique. L'acide (R)-(+)-lipoïque est réduit en acide (R)-(-)-dihydrolipoïque, tandis que l'acide (S)-(-)-lipoïque est réduit en acide (S)-(+)-dihydrolipoïque,,,,,,.
L'énantiomère (S) est toxique lorsqu'il est administré à des souris présentant une déficience en thiamine,. Plusieurs études ont montré que l'acide (S)-lipoïque présente une activité inférieure à celle d'énantiomère (R), ou interfère avec celui-ci à la façon d'un inhibiteur compétitif,,.
Les désacylases de lysines HDAC1, HDAC2, HDAC3, HDAC6, HDAC8, et HDAC10 sont des cibles de la forme réduite de l'acide lipoïque (R), ce qui pose la question de l'innocuité de cette molécule comme nutraceutique.

## En Belgique
En Belgique, le Conseil Supérieur de la Santé émet une opinion d'expert quant à l'innocuité de la commercialisation de compléments alimentaires contenant de l'acide alpha-lipoïque (environ 260 produits enregistrés en Belgique) destinés à la population générale. À ce sujet, le Conseil recommande de considérer l'acide alpha-lipoïque comme un médicament et non comme un complément alimentaire (composant) et donc de retirer ces produits du marché des compléments alimentaires en vente libre au grand public.